# Wolfgang Schäuble
Wolfgang Schäuble (Friburgo de Brisgovia, Alemania, 18 de septiembre de 1942 - Offenburg, Alemania, 26 de diciembre de 2023) fue un político alemán, miembro de la Unión Demócrata Cristiana (CDU). Fue ministro federal de Finanzas de 2009 a 2017. En 2012 recibió el Premio Carlomagno por su contribución al fortalecimiento y estabilización de la Unión Europea.

## Biografía

### Carrera política
Con el gobierno del canciller Helmut Kohl, fue ministro Federal de Asuntos Especiales y jefe de la Cancillería Federal (1989-1991), y luego ministro federal del Interior (1989-1991). El 12 de octubre de 1990 fue víctima de un atentado cometido por Dieter Kaufmann, un trastornado mental; desde entonces usó silla de ruedas hasta su muerte. Colaborador estrecho de Helmut Kohl, en 1991 fue nombrado portavoz del grupo parlamentario CDU/CSU. Después de la derrota del gobierno de Kohl en las elecciones federales de 1998, Schäuble fue elegido presidente federal de la CDU en noviembre de 1998.
A causa del escándalo de financiación ilegal de la CDU, Schäuble tuvo que dimitir en 2000 de sus dos cargos de portavoz del grupo parlamentario y como presidente del partido, sucediéndole Angela Merkel, que antes había sido secretaria general de la CDU. En 2004, Schäuble fue uno de los candidatos barajados a ser propuesto como Presidente Federal, pero su partido se decantó luego por Horst Köhler. Finalmente, después de la apretada victoria de la CDU-CSU en las elecciones federales de 2005 y la formación de la gran coalición entre cristianodemócratas y socialdemócratas (SPD), Schäuble fue nombrado nuevamente ministro federal de Interior en el gabinete de Angela Merkel.
Tras las elecciones federales de 2009, la canciller Angela Merkel formó un nuevo gobierno de coalición, esta vez soportado por la CDU, la CSU y el FDP. En el nuevo ejecutivo, a Schäuble le fue asignada la estratégica cartera de Finanzas, ministerio desde el cual se gestionan los fondos y presupuestos federales de la hacienda pública alemana. Esta posición de peso se vio notablemente incrementada en el contexto de la Crisis económica de 2008-2014, especialmente tras el estallido de la crisis griega.
El 24 de octubre de 2017 fue elegido Presidente del Bundestag, cargo que desempeñó hasta 2021.

### Posiciones políticas
Schäuble destacó durante muchos años por pronunciarse a favor de más medidas de seguridad en la lucha contra el terrorismo y la criminalidad. Con este objetivo defendió, entre otras cosas, el empleo de las Fuerzas Armadas alemanas (Bundeswehr) en el interior del país (prohibido por la Constitución alemana y rechazado por todos los demás partidos con representación parlamentaria), el uso de informaciones obtenidas por servicios secretos extranjeros a través de la tortura de sospechosos (rechazado también por políticos de todos los partidos, incluidos algunos de la propia CDU-CSU) y el rastreo secreto a través de Internet de ordenadores de personas sospechosas. 
Además, causó una polémica al sugerir, en una entrevista con una revista alemana en julio de 2007, la ejecución selectiva de terroristas, además de internar de forma preventiva o prohibir el uso de teléfonos móviles y de Internet a sospechosos. Estas propuestas fueron rechazadas casi unánimemente por la opinión pública alemana, además de por el comisario de Justicia y de Interior de la Unión Europea, Franco Frattini.
Por lo que respecta a la política europea, sus posiciones solían asociarse a una línea o corriente próxima al federalismo continental.
Por otra parte, Schäuble organizaba, desde 2006, la Cumbre de Integración entre el gobierno alemán y las asociaciones de inmigrantes, con el objetivo de acordar un plan conjunto para facilitar la integración de los inmigrantes en Alemania.[cita requerida]

### Escándalo de donaciones a la CDU

Logo de la CDU.

El 2 de diciembre de 1999, Schäuble, en una reunión del Bundestag alemán fue abucheado por diputados como Hans-Christian Stroebele por sus contactos con el traficante de armas Karlheinz Schreiber. Wolfgang Schäuble dijo en audiencia pública ante el Bundestag alemán, que tuvo "en algún momento a finales del verano o principios del otoño de 1994", "una tarde de charla en un hotel en Bonn [...] en la que conocí a un señor que suponía que dirigía una empresa. Más tarde me enteré de que este señor era Schreiber. [...] En todo caso, me encontré con el Sr. Schreiber. Eso fue todo". 
A pesar de que Helmut Kohl, entonces Canciller se niego a delatar los nombres de las personas que aportaron secretamente, sus propios compañeros de dirección del partido afirman haber recibido millonarias sumas, en algunos casos de empresas favorecidas con la privatización estatal. El presidente de la CDU, Wolfgang Schauble, quien inicialmente había negado la existencia de cuentas clandestinas, y la secretaria general, Angela Merkel, reconocen haber utilizado métodos de blanqueo de donaciones de origen ilícito.
El 10 de enero de 2000, Schäuble admitió que fue aceptada una donación de 100.000 marcos alemanes a la CDU hecha por el condenado por evasión de impuestos traficante de armas Karlheinz Schreiber en 1994. El 31 de enero de 2000, tuvo otra reunión con Schreiber en 1995. El tesorero de la CDU había registrado la cantidad como "otros ingresos".
Schäuble declaró que había recibido personalmente el dinero en un sobre de Schreiber en su oficina de Bonn. Esta donación se había pasado "cerrada y sin alteraciones" a Brigitte Baumeister. Más tarde se enteró de que la donación no fue "tratada adecuadamente". El extesorero de la CDU, Brigitte Baumeister, contradijo esta versión de Schäuble.
A partir de septiembre de 2000, se pidió a Schäuble en el Bundestag que justificara "que se incumplieron las leyes bajo la responsabilidad de la CDU". Por otra parte, también pidió "disculpas sinceras" en diciembre de 1999, por la parte de verdad que él había ocultado de su contacto con el traficante de armas Karlheinz Schreiber.
El dinero, en cualquier caso, no apareció en ningún informe anual de la CDU. Se inició una investigación en contra de Schäuble por falsedad en las declaraciones relativas a la donación, así como de investigación de Brigitte Baumeister. Según los datos en el momento del procesamiento, es de suponer que se donaron 100.000 marcos alemanes una sola vez. La sospecha era, de hecho, sobre la cuestión de si existía probablemente otra de 100.000 marcos: la primera vez como una donación "inocua" para la campaña de la CDU, y posteriormente como soborno "bajo la mesa" para un proyecto de defensa. Tampoco está claro si son especulaciones y si es así como Schäuble utilizó sus conexiones con la Cancillería Federal (lo que Schäuble siempre ha negado). La cuestión sigue siendo, dónde están los 100.000 marcos que se dejaron en ella.

### Fallecimiento
Schäuble murió de cáncer a la edad de 81 años el 26 de diciembre de 2023.